# Edith Sandgren
Edith Sandgren var en svensk friidrottare (stående längdhopp). Hon tävlade för Göteborgs Kvinnliga IK.